# Quartier Sainte-Marguerite
Pour les articles homonymes, voir Sainte-Marguerite.
Le quartier Sainte-Marguerite est le 44e quartier administratif de Paris situé dans le 11e arrondissement.

## Géographie

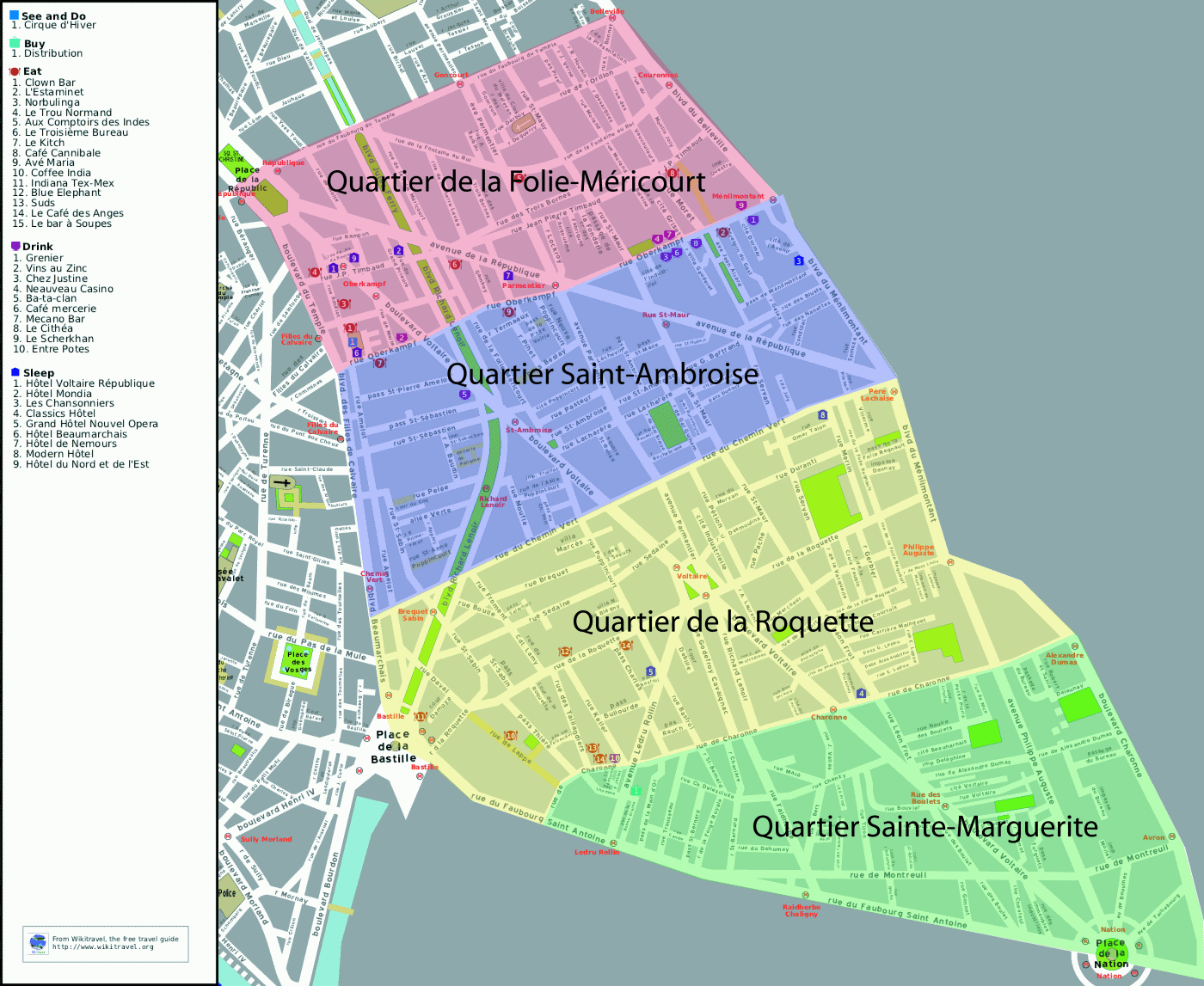
Les quartiers du 11e arrondissement.

Le quartier est délimité par la rue de Charonne jusqu'à la rue du Faubourg-Saint-Antoine, la place de la Nation et le boulevard de Charonne.

## Histoire
Le quartier tire son nom de l'église Sainte-Marguerite.

## Voies principales
- Rue Alexandre-Dumas
- Rue des Boulets
- Rue Chanzy
- Boulevard de Charonne
- Rue de Charonne
- Rue Faidherbe
- Rue du Faubourg-Saint-Antoine
- Avenue Ledru-Rollin
- Rue Léon-Frot
- Rue de Montreuil
- Place de la Nation
- Avenue Philippe-Auguste
- Rue Titon
- Boulevard Voltaire

## Tournage cinématographique
- Les Clefs de bagnole, film long métrage, réalisé par Laurent Baffie, sorti en 2003 : plusieurs séquences, rue Chanzy et rue Jules-Vallès — celles de la rencontre du personnage de Daniel (joué par Daniel Russo) avec celui de Lucie (Alexandra Sarramona).